# Friedrich August von Alberti
El Dr. Friedrich August von Alberti (Stuttgart, 1795 - Heilbronn, 1878) fou un geòleg alemany que va reconèixer la uniformitat de tres estrats característics que componen el període Triàsic (del llatí trias, que vol dir "tríada"), en un assaig del 1834; Monographie des Bunten Sandsteins, Muschelkalks und Keupers, und die Verbindung dieser Gebilde zu einer Formation ("Monogràfic sobre el gres acolorit, el guix i els esquistos, i la unió d'aquests components en una formació"). A partir dels fòssils que contenien les tres capes diferents, von Alberti va deduir que pertanyen a una sola formació, el que avui en dia s'anomena un "sistema".
Va créixer a Stuttgart, on va anar a l'Escola Militar. Després de l'Escola Militar, va anar a Rottweil, una petita ciutat, 100 km al sud de Stuttgart. Va aprendre el sistema de processament de la sal i esdevingué un tècnic de la salinització, i en poc temps va anar ascendint.
El 1823, se li va acudir minar en busca de sal a Rottenmünster. Vuit mesos més tard, el seu projecte tingué èxit i trobaren sal. El que ho fa especial és que mai ningú havia pensat que en aquell lloc hi pogués haver sal.
Von Alberti es comprà una casa a Rottenmünster i hi visqué entre el 1829 i el 1853. Mentre hi visqué, va treballar per a dues companyies de sal. Quan es va jubilar, es va mudar a Heilbronn, on prengué un càrrec com a assessor, tècnic de la sal i geòleg. Tenia grans habilitats pel que fa al gres i la pedra calcària. Va descobrir que si es troba una combinació d'aquests dos tipus de roca, sempre hi haurà sal. Va escriure llibres sobre la seva experiència en la detecció i extracció de sal.
Va inventar un métode d'extracció de sal consistent en bombar aigua dins la mina. Quan l'aigua salada arribava a la superfície, simplement s'esperava que l'aigua s'assequés per després recollir la sal.
La Eberhard Karls Universität de Tübingen el va nomenar Doctor Honoris Causa pels seus èxits en la indústria salina. La ciutat va donar el seu nom a un carrer.
La gent el tenia molt en consideració per la seva personalitat, la seva alegria i el fet que era molt obert i honest amb tothom. Quan va morir, sa família va romandre a Rottweil.